# 法朗潘站 (里尔地铁)
法朗潘站是法国北部里尔欧洲都会区的一个地铁车站，位于里尔地铁2号线上，圖爾寬市镇范围内，自2000年10月27日起开放。

## 位置
法朗潘站（50°43'48"N, 3°9'36"E）位于圖爾寬境内，法朗潘广场附近并由此而得名。

## 设施
法朗潘站为一个地下车站，通过自动扶梯连接地面，设有自动售票机、电子显示器、屏蔽门等设施。

## 站台设置
| 西↑ |      |                      |
|     | 侧式 |                      |
|     |      | 洛姆-圣菲利贝尔方向← |
|     |      | 德龙中心医院方向→    |
|     | 侧式 |                      |
| 东↓ |      |                      |

## 配套交通

### 城市公共交通
法朗潘站附近暂无可接驳的公共交通线路。

### 社会车辆
法朗潘站附近街道可沿街停放机动车，此外该站设有自行车停放点。

## 临近车站
| 上一站                  | 里尔地铁 | 里尔地铁      | 里尔地铁 | 下一站               |
| ----------------------- | -------- | ------------- | -------- | -------------------- |
| 科尔贝往洛姆-圣菲利贝尔 |          | 里尔地铁2号线 |          | 新城桥往德龙中心医院 |